# ناحية السبخة
ناحية السبخة إحدى نواحي سوريا تتبع إداريّاً لمحافظة الرقة منطقة الرقة ومركزها بلدة السبخة، بلغ تعداد سكان الناحية 48106 نسمة حسب التعداد السكاني لعام 2004.

## بلدات وقرى ناحية السبخة
العكيرشي، بئر السبخاوي، الدلحة، غرناطة، حويجة شنان، الجبلي، المسرة، العجيل، الرابية، الردة، الرحبي، السبخة، صفين (كسرة محمد آغا)، شمرة، الحصيوة، السبيعات، دكوكة، رجوم عكدان.